# Леви, Йоэль
Йоэль Леви (ивр. יואל לוי‎; род. 16 августа 1950, Сату-Маре) — израильский дирижёр.
Родился в семье, пережившей Холокост и потерявшей всех родственников. Через месяц после его рождения семья репатриировалась в Израиль.
Учился в Тель-Авивской музыкальной академии, затем в Иерусалимской академии музыки и танца, ученик Менди Родана. Совершенствовал своё мастерство под руководством Франко Феррары в Италии и Кирилла Кондрашина в Нидерландах.
С 1975 года работал перкуссионистом в Израильском филармоническом оркестре. В 1978 году выиграл Безансонский международный конкурс молодых дирижёров, чем привлёк к себе международное внимание. В том же году отправился в США в Кливлендский оркестр, сперва как ассистент главного дирижёра Лорина Маазеля, в 1980—1984 гг. дирижёр-резидент. Затем в 1988—2000 гг. главный дирижёр Симфонического оркестра Атланты, осуществил с этим коллективом ряд записей, в том числе произведений Густава Малера, Сэмюэла Барбера, Аарона Копленда, Миклоша Рожи, Дмитрия Шостаковича. Кроме того, во главе с Леви оркестр совершил продолжительное гастрольное турне по Европе в 1991 году, а в 1996 году принял участие в церемонии открытия Летних Олимпийских игр в Атланте.
В 2001—2007 гг. возглавлял Оркестр Фламандского радио, одновременно занял пост главного приглашённого дирижёра Израильского филармонического оркестра. В 2005—2012 гг. главный дирижёр Национального оркестра Иль-де-Франс. В 2013—2019 гг. музыкальный руководитель и главный дирижёр Симфонического оркестра KBS. С 2021 года возглавляет Хайфский симфонический оркестр. Изредка также дирижирует оперными постановками, дебютировав в 1997 году во флорентийском театре «Комунале» постановкой «Девушки с Запада» Джакомо Пуччини.
Старший сын, Эяль Леви (англ. Eyal Levi; род. 1979) — гитарист американской дэт-метал группы Dååth.